# Truncacteocina
Truncacteocina is een geslacht van weekdieren uit de klasse van de Gastropoda (slakken).

## Soorten
- Truncacteocina arata (Watson, 1883)
- Truncacteocina biplex (A. Adams, 1850)
- Truncacteocina coarctata (A. Adams, 1850)
- Truncacteocina hawaiensis (Pilsbry, 1921)
- Truncacteocina oryzaella (Habe, 1956)